# Coucou criard
Cuculus clamosus
Espèce
Statut de conservation UICN

 LC  : Préoccupation mineure
Le Coucou criard (Cuculus clamosus), également appelé coucou noir ou coucou de Jackson, est une espèce de coucou, oiseau de la famille des Cuculidae.

## Répartition
Son aire s'étend sur l'Afrique subsaharienne.

## Liste des sous-espèces
- Cuculus clamosus clamosus (Latham, 1802)
- Cuculus clamosus gabonensis (Lafresnaye, 1853)